# Rougarou
Pour l’article homonyme, voir Rougarou (Cedar Point).
Le Rougarou, Roux-Ga-Roux, Rugaroo ou Rugaru est une créature lycanthrope appartenant au folklore des communautés francophones de Louisiane (États-Unis) et des Laurentides (Québec).

## Étymologie
Rougarou, Roux-Ga-Roux, Rugaroo et Rugaru sont des noms issus du français « loup-garou » qui a évolué indépendamment en Louisiane.

## Origines
Le rougarou est étroitement associé aux légendes amérindiennes, même si ces relations sont discutées. On compare ainsi parfois le rougarou au sasquatch et au cannibale wendigo. Selon Barry Jean Ancelet, expert du folklore cadien et professeur à l'université de Louisiane à Lafayette, les légendes concernant le rougarou se retrouvent dans toute la Louisiane française, où le terme est parfois indifféremment échangé avec celui de loup-garou[réf. nécessaire]. Les légendes à ce sujet proviennent directement des immigrants français qui s'y installèrent, ainsi qu'au Canada. 
L'histoire est souvent utilisée pour inspirer la peur et l'obéissance, par exemple pour faire obéir les enfants, comme le croque-mitaine dans d'autres régions
.

## Description
Selon le mythe le plus courant, le rougarou est humain durant la journée où il fait bien attention de ne pas révéler sa malédiction de crainte d'être tué. La nuit, il se transforme en humanoïde avec la tête d'un loup ou d'un chien (cynocéphale) et sa malédiction ne se termine que lorsqu'il verse le sang d'une victime humaine. D'autres contes décrivent le rougarou comme un cavalier sans tête ou comme une sorcière. Dans ces derniers, seule une sorcière peut être à l'origine du rougarou, soit en se transformant elle-même en loup, soit en maudissant quelqu'un.
Selon certaines versions, une telle créature chasserait les catholiques qui briseraient le carême et quiconque brise le carême sept ans d'affilée se voit transformé en rougarou.
Les mythes concernant les wendigo, varient d'une région ou d'une tribu à l'autre, comme dans toutes les autres légendes transmises par tradition orale, mais le cannibalisme provoquant une transformation semble en rester un point crucial. Un ajout dans la légende du rougarou mentionne que si une personne en voit un, elle est transformée en rougarou à son tour puis condamnée à errer sous la forme de ce monstre. Or, dans les légendes wendigo des indiens Blackfoot, celui qui voit un wendigo est changé en wendigo à son tour[réf. nécessaire].
Selon les légendes lousianaises, le rougarou vivrait dans les bayous.

## Culture populaire
- Le rougarou (Rugaru) est apparu dans l'épisode 4 de la saison 4 de la série télévisée Supernatural: Métamorphose (Metamorphosis en VO), ainsi que dans l'épisode 10 de la saison 6 : Paix à son âme (Caged Heat en VO). Il y est décrit comme un humain normal jusqu'à ce qu'ils atteignent la trentaine, après quoi il se transforme et acquiert une faim accrue, le poussant à manger de la chair humaine .
- Il apparaît également dans la saison 4 épisode 11 de la Série Les Mystères de Haven.
- Il est mentionné dans la saison 4 épisode 20 dans la série Vampire Diaries.
- Il est également l'ennemi principal du scénario indépendant La Malédiction du Rougarou pour le jeu de cartes Horreur à Arkham.
- Dans le Monde des Sorciers de J.K. Rowling, un poil de Rougarou peut être utilisé dans la fabrication de baguettes magiques[4].
- Le Rougarou est l'une des Créatures Mythiques que Hazel rencontre dans le jeu South of Midnight